# Faith Ringgold
Faith Ringgold (Harlem, Ciudad de Nueva York, 8 de octubre de 1930-Englewood (Nueva Jersey), 13 de abril de 2024) fue una artista, escritora y activista estadounidense, conocida sobre todo por sus quilt (colchas) narrativas.
Fue profesora de arte en varios centros públicos de Nueva York y, durante su época como docente, realizó una serie de pinturas titulada Personas Americanas (American People, en inglés), una de sus obras más conocidas, que representa la defensa de los derechos civiles desde un punto de vista feminista.
En los años 70, fueron muy reconocidas sus máscaras de estilo africano y sus póster políticos. En esta época, fue parte de la integración racial en el arte neoyorquino. En los años 80, comenzó su labor con las colchas narrativas, su trabajo más popular. Más tarde comenzó su carrera como autora e ilustradora de libros infantiles.
Su hija Michele Wallace (1952) es escritora y crítica cultural.

## Trayectoria
Ringgold creció en un ambiente que estimuló su creatividad. Su madre, Willie Posey Jones, era diseñadora de moda y su padre Andrew Louis Jones cuentista o storyteller. 
Inició su carrera como pintora en los años 50, después de terminar sus estudios artísticos. Se inspiró en el trabajo de James Baldwin y Amiri Baraka, en el arte africano, el Impresionismo y el Cubismo. Aunque rápidamente se reconoció su talento, muchas galerías no se encontraban cómodas con la exposición del trabajo de Ringgold, por lo que no vendió mucho. Esto se debió a que muchas de sus primeras pinturas representaban la cultura del momento, ilustrando el racismo subyacente en actividades diarias. Estos trabajos también reflejaban las experiencias que la artista vivió durante el Renacimiento de Harlem. Estas temáticas adquirieron madurez durante el Movimiento de Derechos Civil y el movimiento de las mujeres.
Como ferviente activista por los derechos civiles y la igualdad de género, Faith Ringgold ha producido una obra intrínsecamente política. A principios de la década de 1970, abandonó los óleos tradicionales para pintar en acrílico sobre lienzos sin estirar con bordes de tela, una técnica que imita los thangkas tibetanos (pinturas de seda con bordados).
Las colchas narrativas pintadas son su trabajo más conocido. Denuncian el racismo y la discriminación con historias contadas a través de imágenes y textos escritos a mano.

### Pintura
Tomando inspiración del artista Jacob Lawrence y el escritor James Baldwin, Ringgold pintó su primera colección de pinturas políticas American People, en 1963. Este trabajo retrata el estilo de vida americano en durante el Movimiento por los derechos civiles en Estados Unidos e ilustra las interacciones raciales desde el punto de vista de una mujer. Esta colección formula la pregunta “¿por qué?” en relación con asuntos raciales básicos en sociedad americana. También encarnan estos temas otras pinturas al óleo de la artista como For Members Only, Neighbors, Watching and Waiting y The Civil Rights Triangle.
Paralelamente empezó a trabajar en la colección Black America, también llamada Black Light Series, en la que experimentó con colores más oscuros. Esta idea nació tras la observación de que “el arte occidental blanco estaba centrado en el color blanco y en el juego de luz, contraste y claroscuro, mientras que en las culturas africanas, en general, se usaban colores más oscuros, enfatizando más en la tonalidad para crear contraste”. Debido a esta apreciación, Ringgold comenzó a “perseguir una estética negra más directa".
En esta época también creó murales, como The Flag is Bleeding, U.S. Postage Stamp Commemorating the Advent of Black Power People y Die, que concluye su serie de American people. Estos murales la ayudaron a tener una nueva aproximación su obra futura.
En su obra French Collection, Ringgold exploró una solución diferente para vencer el legado histórico de mujeres y hombres de ascendencia africana. Hizo una serie de multipaneles donde trató las verdades y los mitos de modernismo. Como Francia era el núcleo del arte moderno en ese momento, también se convirtió en la fuente principal de inspiración para que artistas de origen afroamericano encontraran su propia identidad "moderna".

### Colchas narrativas
Ringgold viajó a Europa en el verano de 1972 con su hija Michele Wallace, también artista. Mientras Michele fue a España a visitar a unos amigos, Ringgold continuó su viaje por Alemania y los Países Bajos. En Ámsterdam, visitó el Rijksmuseum, lo que se convirtió en unas de las experiencias más influyentes en su trabajo más maduro y, más tarde, dio pie a su trabajo pintando coberturas de cama (colchas o edredones, quilt en inglés), una de las señas de identidad de la artista. En el museo, Ringgold observó una colección nepalí de los siglos XIV y XV, una serie de pinturas enmarcadas con brocados de tela. Estos thangkas la inspiraron para producir piezas de tejido para situarlas al borde de su trabajo propio. Así, cuando regresó a EE. UU., nació una nueva serie de pinturas: The Slave Rape Series. En estos trabajos, Ringgold recreó lo que habrían sufrido las mujeres africanas capturadas y vendidas como esclavas. Invitó a su madre, Willie Posey Jones, a colaborar en este proyecto ya que por entonces era una diseñadora de moda muy popular en Harlem. Esta colaboración finalmente dio lugar a la elaboración de su primera colcha, Echoes of Harlem, en 1980.

### Escultura
En 1973, Ringgold empezó a experimentar con la escultura como medio nuevo para documentar la realidad de su comunidad y acontecimientos nacionales. Su obra va desde máscaras a la representación de personajes reales o ficticios. Hizo una serie de 11 máscaras a la que llamó Witch Mask Series, en colaboración con su madre. Quiso que esta obra tuviera tanto “identidad espiritual como escultórica”, enfatizando el hecho de que las máscaras podrían también llevarse puestas, no eran meramente objetos para ser colgados.
Después de Witch Mask Series, Ringgold comienza otra serie de 31 máscaras, Family of Woman Mask Series, en 1973, un homenaje a mujeres y niños a los que la artista había conocido durante su infancia. Más tarde comenzó a hacer muñecas. 
Como siempre dijo que sus máscaras también estaban ideadas para ser llevadas, la artista también experimentó con las artes escénicas.

### Activismo
Ringgold ha participando en varios eventos de calado feminista y organizaciones antirracistas. En 1968, junto con sus amigas y también artistas Poppy Johnson y Lucy Lippard, fundó el Ad Hoc Women's Art Committee y organizaron una protesta por una exposición en el Whitney Museo de Arte Estadounidense, reclamando que el cincuenta por ciento de la exhibición fuera destinado a arte hecho por mujeres y de ellas el 50% fueran negras. No solo las artistas de mujeres habían sido excluidas de la exposición, tampoco fueron expuestos los trabajos de artistas afroamericanos. Incluso Jacob Lawrence, un artista de la colección permanente del museo, fue excluido. Tras su participación en esta actividad de protesta, en la que hicieron ruido con silbidos y dejando compresas y huevos podridos en las inmediaciones del museo, Ringgold fue arrestada el 13 de noviembre de 1970. Ringgold y Lippard trabajaron juntas en el grupo Women Artists in Revolution (WAR). Ringgold y su hija Michele Wallace también fundaron el grupo Women Students and Artists for Black Art Liberation (WSABAL).